# SITD
[:SITD:] (Shadows In The Dark, ook SITD), is een Duitse futurepop- en aggrotech-band. De band bestaat uit Carsten Jacek (zang), Thomas Lesczenski (muziek en zang) en Frank D'Angelo (muziek en backvocals).

## Biografie
[:SITD:] werd in 1996 onder de naam Shadows in the Dark door Carsten Jacek (zang) en Thorsten Lau (muziek) in het Ruhrgebied opgericht. In de jaren 1996-1999 verschenen enkele samples en, in zeer kleine oplagen, de cd's Alben Trauerland (1996) en Atomic (1999). Thorsten Lau verliet de band en werd in 1999 vervangen door Thomas Lesczenski.
In 2001 werd [:SITD:] versterkt met André Sorge. Hij ging met de band op de Futureperfect-tour (samen met VNV Nation en XPQ-21), waarna hij aan het eind van het jaar de band weer verliet. 2001 was het jaar van de doorbraak van de band. Door de tournee met VNV Nation werd haar naam bekend bij het grote publiek. De single Snuff Machinery werd een grote hit in het clubcircuit.
In 2002 gaf [:SITD:] haar eerste ep-album, Snuff EP, uit onder het Accession Records-label en spelen ze op het Zillo Festival. In 2003 kwam Francesco D'Angelo bij de band en gaven ze de volgende ep uit, Laughingstock, snel gevolgd door het album Stronghold. Stronghold haalde de 2e plaats in de Top Album National-categorie voor 2003 in de Deutsche Alternative Chart (DAC). Ook speelden ze op twee grote festivals: M'era Luna en Infest.
In 2004 speelden ze weer op het Zillo Festival (met Skinny Puppy en gingen weer op tour, de Elektronisches Hilfswerk Charity Tour, samen met VNV Nation, Combichrist en NamNamBulu.
In 2005 gaven ze een album uit (Coded Message:12) en 2 ep's (Richtfest en Odyssey:13). Ze gingen op tournee en speelden op M'era Luna en het Zillo Festival. Ze waren bij VNV Nation supportact op hun NV Nation's Formation Tour. Aan het eind van het jaar haalden ze de 3e plaats in de Top Single Act National-categorie voor 2005 in de Deutsche Alternative Chart (DAC).
In 2007 speelden ze als een van de twee acts (samen met Painbastard op de dubbel-ep Klangfusion Vol.1. Dit was een opmaat tot het derde album Bestie:Mensch. Op de limited edition van deze cd verschenen diverse remixes van nummers die de band over de jaren gemaakt heeft voor andere bands.
In 2009 waren ze weer geboekt voor het M'era Luna-festival.

## Discografie
- Trauerland (cd in eigen productie) – 1996
- Atomic (cd in eigen productie) – 1999
- Snuff EP (ep-cd) – 2002
- Laughingstock (mcd) - 2003
- Stronghold (cd) - 2003
- Richtfest (mcd) - 2005
- Coded Message:12 (cd) – 2005
- Coded Message:12 (Limited cd-box) - 2005
- Odyssey:13 (ep-cd) – 2005
- Klangfusion Vol. 1 - Kreuzgang/Nyctophobia (Dubbel-mcd - Split met Painbastard) - 2007
- Bestie: Mensch (cd) - 2007
- Bestie: Mensch (Limited 2 cd-Digipak) - 2007